# Przybyszów (województwo wielkopolskie)
Przybyszów – wieś w Polsce położona w województwie wielkopolskim, w powiecie kępińskim, w gminie Kępno.
Położone ok. 5 km na północ od Kępna, przy drodze krajowej nr 11 Ostrów Wielkopolski-Kluczbork.

W latach 1975–1998 miejscowość położona była w województwie kaliskim.